# Ivan Kovačec
Ivan Kovačec (* 27. Juni 1988 in Zagreb, SFR Jugoslawien) ist ein kroatischer Fußball- und Futsalspieler auf der Position eines Stürmers, der seit 2024 auch als Fußballtrainer tätig ist.

## Karriere
Ivan Kovačec gehörte bis 2005 dem Nachwuchs des NK Varaždin an und spielte erstmals von Sommer bis Winter 2005 für den NK Nedeljanec in einer Herrenfußballmannschaft. Mit 17 Jahren wechselte er nach Österreich zum ASV Deutsch Tschantschendorf, ein halbes Jahr später auf Leihbasis für ein Jahr zum SV St. Michael. Nach kurzer Zeit beim NK Zagorec kam er in der Winterpause 2007/08 zum damals fünftklassigen UFC Jennersdorf. Kurzzeitig spielte er in dieser Zeit zweigleisig und kam zwischen Januar und März 2008 auch in sieben Spielen der Futsalmannschaft des MNK Uspinjača Gimka in der höchsten Futsalliga Kroatiens zum Einsatz. Für die Jennersdorfer kam er in 15 Meisterschaftsspielen zu 17 Treffern und war damit einer der Hauptverantwortlichen für den Aufstieg der Mannschaft am Ende der Saison. Des Weiteren brachte er es zu zwei Einsätzen und ebenso vielen Toren im Burgenlandpokal 2007/08. Danach war er bereits in der Saisonvorbereitung ein torgefährlicher Spieler der Jennersdorfer, wobei er bei fünf Einsätzen auf vier Treffer kam. Bis zur Winterpause 2008/09 14 Spielen der Landesliga eingesetzt, kam dabei sechs Mal zum Torerfolg und verließ die Mannschaft daraufhin wieder in Richtung Heimat. 
Über weitere Stationen in Kroatien kam er schlussendlich 2010 zum SV Stegersbach, bei dem er 2012 mit 25 Toren Torschützenkönig wurde. Im Sommer 2012 wechselte er zum FC Pasching. Mit dem FC Pasching gewann er den ÖFB-Cup, als man SK Rapid Wien, FC Red Bull Salzburg und im Finale FK Austria Wien besiegt hatte.
Im Sommer 2013 wechselte er zum Red-Bull-Farmteam FC Liefering in die Erste Liga und wurde im Winter an den LASK weiterverliehen. Mit den Linzern gewann er die Meisterschaft in der Regionalliga Mitte und stieg in die Erste Liga auf. Im Sommer 2014 wurde mit ihm beim FC Liefering nicht mehr geplant. Deshalb wechselte er nach Vorarlberg zum Aufsteiger in die Bundesliga SCR Altach. Von 2015 bis 2018 spielt er in Südkorea für Ulsan Hyundai und den FC Seoul.
Von Oktober 2018 an spielte der Stürmer vier Monate in seiner Heimat bei NK Rudeš, ehe er sich dem griechischen Zweitligisten Panachaiki anschloss. Nach der Saison 2018/19 verließ er Panachaiki.
Im September 2019 kehrte er nach Österreich zurück und wechselte zum Zweitligisten SV Ried, bei dem er einen bis Juni 2020 laufenden Vertrag erhielt. Für Ried kam er zu 14 Zweitligaeinsätzen. Zu Saisonende stieg er mit dem Verein in die Bundesliga auf. Nach dem Aufstieg verließ er Ried wieder.
Daraufhin kehrte er zur Saison 2020/21 nach Kroatien zurück und wechselte zum Drittligisten NK Zagorec Krapina, ehe er zur Winterpause vereinslos wurde und sich im Januar 2021 dem ASV Siegendorf mit Spielbetrieb in der viertklassigen Burgenlandliga anschloss. Für Siegendorf spielte er achtmal. Im Januar 2022 wechselte er nach Slowenien zum Zweitligisten NK Drava Ptuj, für den er zweimal in der 2. SNL spielte. Zur Saison 2022/23 kehrte er in seine Heimat zurück und schloss sich dem unterklassigen NK Pitomača an. Im Februar 2023 wechselte er dann wieder nach Österreich und unterschrieb beim viertklassigen USV Rudersdorf.

## Erfolge
- 1 × ÖFB-Cup-Gewinner: 2012/13 (FC Pasching)
- 1 × Aufstieg Erste Liga: 2013/14 (LASK)
- 1 × Meister Regionalliga Mitte: 2013/14 (LASK)